# Школьник, Олег Львович
Олег Львович Школьник (род. 11 сентября 1956, Одесса, Украинская ССР, СССР) — советский и украинский актёр театра и кино, телеведущий и спортивный комментатор. Заслуженный артист Украины (1995).

## Биография
В 1977 году окончил Московское театральное училище им. Б. Щукина.
В 1977—1980 годах был актёром Одесского театра музыкальной комедии.
В 1980—1988 годах — актёр Куйбышевского областного драматического театра.
С 1988 года — актёр Одесского русского драматического театра. Играл роль Менделя Крика в спектакле «Закат» (реж. В. Стрижов) — знаковой постановке театра конца 1980-х годов, вернулся к исполнению этой роли в 2018 году в новой версии спектакля.
Популярность завоевал благодаря «Джентльмен-шоу», где снимался в роли Семёна Марковича из «Одесской коммунальной квартиры». В одном из выпусков передачи была единовременная рубрика «Байка от Олега Школьника», где он рассказал историю, как настолько вошёл в образ, что во время гастролей в регистрационной книге в гостинице (по его словам, случай произошёл в Ташкенте) записался как «Семён Маркович», и администратор гостиницы даже указал ему на «ошибку в паспорте».
Работает на одесском телевидении ведущим программы «Живопись вкуса с Олегом Школьником». Известен как комментатор футбольных матчей.
Награждён знаком отличия Президента Украины — юбилейная медаль «20 лет независимости Украины» (19 августа 2011) — за значительный личный вклад в социально-экономическое, научно-техническое и культурно-образовательное развитие Украинского государства, весомые трудовые достижения и многолетний добросовестный труд.

## Театральные работы
- «Мы не увидимся с тобой» — Гурский
- «Двенадцатая ночь» — сэр Тоби
- «Пигмалион» — сэр Дулитл
- «Цена» — Грегори Соломон
- «Закат» — Мендель Крик
- «Пляска Чингиз-Хайма» — Р. Гари
- «Конкурс»
- «Пат или игра королей»
- «Женитьба» — Яичница
- «Контрабас»
- «Смешанные чувства» — Грегори Льюис
- «Одесса у океана» — Вульф Мойхелевич Гольдинер
- «Божьи дела»

## Фильмография
- 1988 — Криминальный талант — завмаг
- 1989 — Астенический синдром — хозяин канареек
- 1989 — Искусство жить в Одессе — Миша Яблочко
- 1991 — 2005 — Джентльмен-шоу — Семён Маркович / Вован Щербатый / Глина / дон Педро де Бразилейро / майор Багровый / Семён Эммануилович, аптекарь / рядовой Василий Раздолбаев / Матрёна и др.
- 1991 — Блуждающие звёзды — Беня Рафалович
- 1991 — И чёрт с нами — режиссёр фестиваля
- 1994 — Поезд до Бруклина — кинорежиссёр
- 1995 — Без ошейника — доктор в ветклинике
- 1997 — Принцесса на бобах — Боб, босс по рекламе компании Дмитрия
- 1999 — Маски в тюрьме — боксер на ринге
- 2002 — Дружная семейка — евнух
- 2005 — Двенадцать стульев — инженер Брунс
- 2005 — Игра мимо нот — Марк Соломонович
- 2006 — Счастье по рецепту — продавец на Привозе
- 2008 — Улыбка Бога, или Чисто одесская история — погорелец
- 2009 — Возвращение мушкетёров, или Сокровища кардинала Мазарини — лейтенант гвардейцев
- 2011 — Жизнь и приключения Мишки Япончика — Меер-Вольф Мордкович Винницкий, отец Мишки
- 2014 — Пляж — Сидоренко Игорь Алексеевич
- 2015 — Анка с Молдаванки — Савелий Семёнович Ферт, директор меховой фабрики
- 2015 — Свет и тень маяка — Грозный